# 下垣真希
下垣 真希（しもがき まき、1957年〈昭和32年〉8月13日 - ）は、日本のソプラノ歌手。

## 人物
島根県浜田市に生まれる。父が医師であり、僻地医療に携わっていたことから岐阜県下呂市で育つ。オペラ好きの父とピアノを趣味としていた母の影響を受け、音楽を志して、親元を離れて名古屋市の私立学校である金城学院高等学校に入学する。名古屋では姉と2人暮らしをした。
高校2年のとき、楽譜通りに演奏することを求められるピアノの練習に嫌気がさし、半年ほど音楽から離れた生活を送った。その後、母に紹介された音楽の先生の言葉をきっかけとして、声楽に転じる。
1980年（昭和55年）、愛知県立芸術大学音楽学部を卒業。ドイツのケルン国立音楽大学に留学する。ケルン国立音楽大学では声楽ソロ科に加えて、音楽教育科に学んだ。また、在学時からドイツ各地において、音楽活動を行った。1987年（昭和62年）の卒業に際して、ドイツ国家声楽教授資格を取得。
卒業後も引き続きドイツにとどまり、短波放送局ドイチェ・ヴェレにおいて、DJとして5年半の間マイクの前に立った。
留学期間を含め、8年半のドイツ生活にピリオドを打ったのは、1990年（平成2年）のことであった。
翌年には名古屋市千種区に音楽企画会社「クレッシェンド企画」を立ち上げ、社長となる。
2000年（平成12年）のハノーバー万博閉会式においてアジア代表として歌唱。続いて、2005年（平成17年）に愛知県で行われた愛知万博においてもソロコンサートを開き、会場内にその声を響かせた。
名城大学大学院において、ドイツ語やドイツ文化論を教えている。